# Валя-луй-Михай
Валя-луй-Михай (рум. Valea lui Mihai, венг. Érmihályfalva) — город в Румынии в составе жудеца Бихор.

## История
Впервые этот населённый пункт упоминается в документе 1270 года. В 1312 году король Карл Роберт даровал ему торговые привилегии. В различных документах название населённого пункта писалось как «Nogmyhal», «Nagmihal», «Nochmihal», «Nogmichaly» или «Nogh Myhalfalva». В 1459 году ему было дано право организации ярмарки.
В 1587 году населённый пункт был сожжён турками дотла, население бежало; после ухода турок он был заселён вновь, но многие века население здесь было очень маленьким.
В XVIII веке началось формирование крупных владений. Согласно переписи 1800 года, здесь проживало 1514 человек. В 1844 году он был объявлен городом. В 1871 году сюда пришла железная дорога. В 1883 году было открыто отделение банка.
После Первой мировой войны населённый пункт вошёл в состав Румынии, его население уменьшилось, и вновь он стал городом только в 1930 году.
После Второй мировой войны опять произошло изменение статуса, и вновь статус города Валя-луй-Михай получил в 1989 году.

## Известные уроженцы
- Лайош Кути (1813—1864) — венгерский писатель и поэт